# Lahlaf M'Zab
Lahlaf M Zab (franska: Lahlaf M Zab (CR), Lahlaf M Zab (Commune Rurale), arabiska: بوكركوح) är en kommun i Marocko.   Den ligger i provinsen Settat och regionen Casablanca-Settat, i den norra delen av landet, 120 km söder om huvudstaden Rabat. Antalet invånare är 7 160.